# Arena Pantanal
Die Arena Pantanal ist ein Fußballstadion in der brasilianischen Stadt Cuiabá, Hauptstadt des Staates Mato Grosso. Sie war Austragungsort von vier Begegnungen der Fußball-Weltmeisterschaft 2014, bei denen sie 41.112 Zuschauern Platz bot. Sie steht auf dem Grund des Stadions Verdão, das im Jahr 2010 für den Neubau abgerissen wurde. Die Anlage wurde am 26. April 2014 feierlich eröffnet.
Die Multifunktionsarena wurde mit einer Baukastenstruktur konzipiert und kann somit nach der Weltmeisterschaft wieder verkleinert werden, z. B. durch den Abbau der Oberränge.
Eine der Straßen, die das Stadion umschreibt, ist die Rua Traçaia, benannt nach José Roque Paes bekannt als Traçaia, der als größter Fußballer des Staates Mato Grosso gilt und unter anderem in den 1960er Jahren als Jose Tracaia mit Admira Wien den Pokal von Österreich gewann.
Zu Beginn des Jahres 2017 wurde beschlossen, 75 Räume des Stadionkomplexes in Klassenzimmer für Bildungseinrichtungen umzuwandeln.

## Probleme
Das Stadion wird wenig genutzt, da es im gesamten Bundesstaat Mato Grosso keinen nationalen Erstliga-Verein gibt. Die Spiele die dort anlässlich der Staatsmeisterschaft von Mato Grosso 2015 stattfanden, zogen 12.318 Zuseher an, was bei 13 Partien einen Schnitt von durchschnittlich 879 ergibt.
Bei Regen gibt es Probleme mit Wassereinbrüchen. Obwohl es bekannt war, dass es in Cuiaba in der Regenzeit immer wieder Wolkenbrüche gibt, sei das bei dem Projekt nicht berücksichtigt worden, sagte der Staatssekretär für strategische Planung der Staatsregierung, Gustavo de Oliveira.
Im Januar 2015 wurde das Stadion wegen Reparaturarbeiten für unbekannte Zeit gesperrt. Es wurde Sicherheitsrisiken für die Zuschauer beseitigt werden, defekte Aufzugsanlagen und Klimaanlagen instand gesetzt.

## Spiele der Fußball-Weltmeisterschaft 2014
Während der Weltmeisterschaft fanden folgende Spiele im Stadion statt:
|                                                                                   |   |                         |           |
| Fr., 13. Juni 2014 um 18:00 Uhr (Sa., 14. Juni 2014 um 00:00 Uhr MESZ) – Gruppe B |   |                         |           |
| Chile                                                                             | – | Australien              | 3:1 (2:1) |
| Di., 17. Juni 2014 um 18:00 Uhr (Mi., 18. Juni 2014 um 00:00 Uhr MESZ) – Gruppe H |   |                         |           |
| Russland                                                                          | – | Südkorea                | 1:1 (0:0) |
| Sa., 21. Juni 2014 um 18:00 Uhr (So., 22. Juni 2014 um 00:00 Uhr MESZ) – Gruppe F |   |                         |           |
| Nigeria                                                                           | – | Bosnien und Herzegowina | 1:0 (1:0) |
| Di., 24. Juni 2014 um 16:00 Uhr (22:00 Uhr MESZ) – Gruppe C                       |   |                         |           |
| Japan                                                                             | – | Kolumbien               | 1:4 (1:1) |

## Spiele der Copa América 2021
Während der Copa América fanden folgende Spiele im Stadion statt:
|                                                                                   |   |             |           |
| Fr., 13. Juni 2021 um 20:00 Uhr (Sa., 14. Juni 2021 um 02:00 Uhr MESZ) – Gruppe B |   |             |           |
| Kolumbien                                                                         | – | Ecuador     | 1:0 (1:0) |
| Di., 18. Juni 2021 um 17:00 Uhr (23:00 Uhr MESZ) – Gruppe A                       |   |             |           |
| Chile                                                                             | – | Bolivien    | 1:0 (1:0) |
| Sa., 21. Juni 2021 um 17:00 Uhr (23:00 Uhr MESZ) – Gruppe A                       |   |             |           |
| Uruguay                                                                           | – | Chile       | 1:1 (0:1) |
| Di., 24. Juni 2021 um 17:00 Uhr (23:00 Uhr MESZ) – Gruppe A                       |   |             |           |
| Bolivien                                                                          | – | Uruguay     | 0:2 (0:1) |
| Di., 28. Juni 2021 um 20:00 Uhr (Mi., 29. Juni 2021 um 02:00 Uhr MESZ) – Gruppe A |   |             |           |
| Bolivien                                                                          | – | Argentinien | 1:4 (0:3) |